# 长津湖 (电影)
《长津湖》（英語：The Battle at Lake Changjin）是2021年中国大陆主旋律战争片，陈凯歌、徐克、林超贤执导，吴京、易烊千玺主演，段奕宏特别出演。该片是庆祝中国共产党成立100周年献礼片，以朝鲜战争期间的长津湖战役为原型改编的电影。本片與《中国医生》及《无名》，作為博纳影业推出的“中国胜利三部曲”。影片曾一度为2021年票房最高的電影和中国电影票房最高的电影，直至前者於12月被《蜘蛛侠：英雄无归》超越，而後者則於2025年被《哪吒之魔童闹海》以158亿元票房大幅超越，現時為中國票房最高的國慶檔和真人電影。

## 剧情
在朝鲜战争期间，以美軍为主力的联合国军在越过三八线后，平壤-元山战役爆发。1950年9月28日，联合国军将战线推进至慈江道，向中朝边界鸭绿江边的滿浦市进攻，中华人民共和国派出中国人民志愿军秘密参战，彭德怀任志愿军司令员兼政委，毛泽东之子毛岸英随军出征。
1950年11月27日到12月13日期间，中国人民志愿军在朝鲜长津湖地区伏擊美军，中国人民志愿军第9兵团将美军1个多师分割包围，重创第31团级战斗队並全殲其團指揮部，并缴获北极熊团团旗。因后勤补给严重匮乏，志愿军第9兵团有三个连的官兵在执行埋伏任务时被活活冻死，遗体仍保持准备战斗的姿势，后来被称为“冰雕连”。志愿军第20军第58师第172团3连连长杨根思在弹尽粮绝的情况下，怀抱炸药包，与美军同归于尽。

## 相关原型
该片以朝鲜战争中的长津湖战役为原型改编。解放军官方媒体指称，片中穿插七连的原型是在长津湖战役中的中国人民志愿军第27军80师239团4连（“新兴里战斗模范连”），后经多次转隶，整编为中国人民解放军陆军第八十二集团军轻型合成第八十旅第一营第四连，连长伍千里的原型是4连连长李昌言。不过该片编剧及监制黄建新表示，该片中的七连是虚构的，因为“如果太过写实，是很难写下去的”，不过“在背景设置上参考了许多方面”。
电影长津湖新浪微博账号在回答《沂蒙晚报》记者的疑问时，确认雷公的原型人物之一是孔庆三。

## 演员
| 演员               | 角色                     | 介绍                                                               | 备注             |
| ------------------ | ------------------------ | ------------------------------------------------------------------ | ---------------- |
| 吴京               | 伍千里                   | 七连连长                                                           | 原型为李昌言     |
| 易烊千玺           | 伍万里                   | 七连炮排战士，伍千里的弟弟                                         |                  |
| 段奕宏             | 谈子为                   | 三营营长                                                           |                  |
| 朱亚文             | 梅生                     | 七连指导员                                                         | 原型为庄元东     |
| 李晨               | 余从戎                   | 七连火力排排长                                                     |                  |
| 胡军               | 雷睢生                   | 绰号“雷公”，七连炮排排长                                           | 原型之一为孔庆三 |
| 韩东君             | 平河                     | 七连狙击手                                                         |                  |
| 张涵予             | 宋时轮                   | 中国人民志愿军副司令员兼第九兵团司令员、政委                       |                  |
| 黄轩               | 毛岸英                   | 毛泽东长子，中国人民志愿军司令部机要秘书兼俄语翻译，化名“刘秘书”   |                  |
| 唐国强             | 毛泽东                   | 中共中央主席，中央人民政府主席，中央革命军委主席                   |                  |
| 周小斌             | 彭德怀                   | 中国人民志愿军司令员兼政委，中央革命军委副主席                     |                  |
| 林永健             | 邓华                     | 中国人民志愿军第一副司令员兼第一副政委                             |                  |
| 王伍福             | 朱德                     | 中共中央书记处书记，中央人民政府副主席，中央革命军委副主席         |                  |
| 刘沙               | 刘少奇                   | 中共中央书记处书记，中央人民政府副主席，中央革命军委副主席         |                  |
| 刘劲               | 周恩来                   | 中共中央书记处书记，政务院总理兼外交部长，中央革命军委副主席       |                  |
| 卢奇               | 邓小平                   | 西南军政委员会副主席，西南军区政委                                 |                  |
| 刚毅               | 洪学智                   | 中国人民志愿军副司令员                                             |                  |
| 杨一威             | 何长贵                   | 七连副连长                                                         |                  |
| 许明虎             | 沈海龙                   | 七连副连长                                                         |                  |
| 李岷城             | 柯大川                   | 七连战士                                                           |                  |
| 史彭元             | 张小山                   | 七连战士                                                           |                  |
| 耿乐               | 杨营长                   |                                                                    |                  |
| 李伟永             | 李振                     | 七连排长                                                           |                  |
| 郭巳明             | 梁有地                   | 七连一排二班长                                                     |                  |
| 赵亦涵             | 王凯                     |                                                                    |                  |
| 白轩硕             | 龙国卿                   |                                                                    |                  |
| 程涛               | 李铭                     |                                                                    |                  |
| 欧豪               | 杨根思                   | 中国人民志愿军第20军第58师第172团3连连长                           |                  |
| 吉姆·菲爾伯德 （James Filbird） | 道格拉斯·麦克阿瑟將軍    | 联合国军總司令                                                     |                  |
| 约翰·克鲁兹 （）   | 奧利弗·普林斯·史密斯将军 | 美国第1海军陆战师师长                                              |                  |
| 凯文·李 （）       | 艾伦·麦克利恩上校        | 美國陸軍第7步兵師32团1营营长                                       |                  |
| -                  | 伍百里                   | 只在台词中出现，伍千里和伍万里的大哥，七连前任连长，淮海战役中阵亡 |                  |
| 李军               | 伍十里                   | 伍百里、伍千里、伍万里三兄弟的父母，浙江湖州的普通渔民             |                  |
| 曹阳               | 伍母                     | 伍百里、伍千里、伍万里三兄弟的父母，浙江湖州的普通渔民             |                  |

## 制作
制作方博纳影业最早是在2019年7月份接到了国家电影局关于拍摄抗美援朝题材的任务，但后因新冠疫情不得不暂停拍摄。《长津湖》在中共中央宣传部和国家电影局的直接指导下策划创作拍摄，得到中央军事委员会政治工作部宣传局、北京市委宣传部及辽宁省、河北省委宣传部等方面的大力支持。2020年2月，《长津湖》宣布开机，原定导演刘伟强调动到《中国医生》，陈凯歌、徐克、林超贤接棒。2020年10月25日，片方在北京市举行开机仪式。12月14日，该片正式开始拍摄。2021年5月25日，片方宣布杀青。超过7万名中国人民解放军士兵参加群众演员。
本片部分场景在浙江省取景，其中志愿军登车赴朝的场景在湖州市煤山站拍摄，另有部分镜头在在台州市寒山湖拍摄，长津湖战役的场面则并非在寒山湖取景。长津湖之战的战斗场景，主要都是在河北省张家口怀来县的影视基地拍摄的。陳凱歌、徐克和林超賢三位導演各自獨立負責拍攝自己的部分，陳凱歌拍攝20%的開場部分的文戲，徐克拍攝20%高潮貼身肉搏戲，剩餘的60%戰爭戲都是由林超賢拍攝。

## 上映
7月26日，片方宣布2021年8月12日《长津湖》在中国大陆上映。8月5日，片方宣布因2019冠状病毒病疫情原因推迟上映日期。9月1日，片方宣布《长津湖》将在9月30日于中国大陆以IMAX、CINITY、中国巨幕及杜比影院等版本上映，同日发布主题曲《最可爱的人》MV。
该片于2021年11月10日举行了香港首映礼，11日在香港公映。该片亦于11月11日在澳门上映。新加坡也于同日上映。
影片于2021年11月19日在美国、加拿大、英国、爱尔兰上映，12月2日澳大利亚上映。2022年9月30日于日本上映。。
2022年10月1日晚上9時30分，本片於香港港台電視31提供免費電視首播，不設網上重溫。

## 票房
2021年10月4日，本片成为中国国庆档票房冠军，截止10月6日，影片票房破30亿，连续六天票房逆跌，已打破14项影史纪录，多次登上微博热搜。
| 上一届： 《峰爆》 | 2021年中国内地一周票房冠军 第39-42週 | 下一届： 《007：生死交戰》 |

《长津湖》在香港的票房，截至2021年11月28日突破15,033,033港元。该片也是继《被偷走的那五年》后首部票房破千万的中國大陆电影。最終收20,490,155港元，成為香港最高中國大陸電影票房。
11月24日，《长津湖》累计票房超56.95亿，超越《战狼2》，成为中国内地票房最高电影。并刷新三十余项中国影史纪录，也成為繼《戰狼2》、《哪吒之魔童降世》和《你好，李煥英》後中國影史第四部破50億的影片。

## 獎項及提名
| 年份 | 颁奖典礼             | 奖项         | 姓名                               | 结果 |
| ---- | -------------------- | ------------ | ---------------------------------- | ---- |
| 2021 | 第13届澳门国际电影节 | 最佳影片大奖 |                                    | 獲獎 |
| 2021 | 第13届澳门国际电影节 | 最佳导演     | 陈凯歌、徐克、林超贤               | 提名 |
| 2021 | 第13届澳门国际电影节 | 最佳编剧     | 兰晓龙、黄欣                       | 提名 |
| 2021 | 第13届澳门国际电影节 | 最佳男主角   | 吴京                               | 提名 |
| 2021 | 第13届澳门国际电影节 | 最佳摄影     | 罗攀、高虎、谢忠道、黄永恒、蔡文龙 | 提名 |
| 2021 | 第16届中国长春电影节 | 最佳影片     |                                    | 獲獎 |
| 2021 | 第16届中国长春电影节 | 最佳剪辑     | 麥子善、李點石、何永禕             | 獲獎 |
| 2022 | 第40屆香港電影金像獎 | 最佳剪接     | 麥子善、李點石、何永禕             | 提名 |
| 2022 | 第40屆香港電影金像獎 | 最佳音響效果 | 王丹戎、Steve Burgess、尹杰        | 提名 |
| 2022 | 第40屆香港電影金像獎 | 最佳視覺效果 | 徐克、楊文傑、王磊                 | 提名 |
| 2022 | 第36届大众电影百花奖 | 最佳影片     | 《长津湖》                         | 獲獎 |
| 2022 | 第36届大众电影百花奖 | 最佳导演     | 陈凯歌、徐克、林超贤               | 提名 |
| 2022 | 第36届大众电影百花奖 | 最佳编剧     | 兰晓龙、黄欣                       | 提名 |
| 2022 | 第36届大众电影百花奖 | 最佳男主角   | 吴京                               | 提名 |
| 2022 | 第36届大众电影百花奖 | 最佳男配角   | 朱亚文                             | 提名 |
| 2022 | 第35届中国电影金鸡奖 | 最佳影片     | 《长津湖》                         | 獲獎 |
| 2022 | 第35届中国电影金鸡奖 | 最佳导演     | 陈凯歌、徐克、林超贤               | 獲獎 |
| 2022 | 第35届中国电影金鸡奖 | 最佳男主角   | 吴京                               | 提名 |
| 2022 | 第35届中国电影金鸡奖 | 最佳男配角   | 朱亚文                             | 提名 |
| 2022 | 第35届中国电影金鸡奖 | 最佳美术     | 陆苇、林伟健、何志恒、霍廷霄       | 提名 |
| 2022 | 第35届中国电影金鸡奖 | 最佳音乐     | 王之一、梁皓一、李野               | 提名 |
| 2022 | 第35届中国电影金鸡奖 | 最佳剪辑     | 麦子善、李点石、何永祎             | 提名 |
| 2023 | 第19屆中國電影華表獎 | 优秀故事片   | 《长津湖》                         | 獲獎 |
| 2023 | 第19屆中國電影華表獎 | 优秀导演     | 陈凯歌、徐克、林超贤               | 獲獎 |
| 2023 | 第19屆中國電影華表獎 | 优秀电影音乐 | 王之一、梁皓一、李野               | 獲獎 |

## 评价

### 正面
猫眼评分9.5分，豆瓣评分7.4分（十分制），优于48%的战争电影。
中国电影观众满意度调查结果显示，在国庆档单片满意度排行榜中，《长津湖》以89.6分居历史调查前位。《人民日报》刊载评论文章，认为影片是「增强文化自信、高扬中国精神、讲好中国故事」的一部力作，是近年来「战争题材创作的又一部标杆之作、里程碑之作」，展现了抗美援朝精神的精髓。
2021年10月举行的第四届中国全国中小学生电影周上，该片被评选为中小学生喜爱的影片之一。

### 负面
该片在香港Hong Kong Movie网站上评分为2.6分（五分制）。此外，在“澳门即映”网站上评分为51分（百分制）。
该片在美国互联网电影资料库（IMDB）网站评分为5.0分（十分制），有30%打了10分最高分， 另有34%打了1分最低分。
电影媒体“深焦Deep Focus”于其微信公众号发表评论文章《粗制滥造的主旋律，到底献给谁看？》，称影片粗制滥造、赶工痕迹明显，整体质量并不尽如人意。刺眼的电脑特效贯穿影片始终，无论是伍千里的湖州山水老家、领袖的住所中南海还是主战场长津湖，有大量外景都由这种劣质特效完成。电影时长达三个小时，但大部分笔墨还是集中在惨烈的战斗场面。影片中最好的动作场面是室内的肉搏戏部分，镜头相对稳定且较长。文章最后总结道，该电影似乎不需要人物只需要群像，不需要深度只需要广度。发表当天，该文章因「违规」而遭删除；次日，该公众号因「违反相关规定」被封禁15日。
化名“马督工”的马前卒个人主持的网络时评节目《睡前消息》给予影片5.5分的评价，肯定影片尊重历史事实，但批评战争场景脱离军事常识，例如志愿军用火箭筒攻擊飞机，在战场上抢走美军潘兴坦克与对方飙车、并以炮弹打偏对方射来的炮弹，用卡车载着标识弹诱使美军飞机轰炸自家坦克等，还有故意给演员配戏的嫌疑。
香港上映之初，因為2019年反修例示威，2020年國安法事件，香港大眾對中國國產歷史電影持負面態度，有見及此，香港建制社團和政黨，中國國有企業為提振對香港市民對中國歷史了解，總動員發起送電影票行動，其中《文匯報》更送出30張電影票，宣稱國企員工要看國產電影的同時，香港市民也能同看。
法國國際廣播電台在2021年10月9日刊登評論稱《長津湖》的編劇不但不尊重這場戰爭中的每一滴血、每一條命，也不尊重活著的生命，形容《長津湖》是韓戰版的抗日神劇，旨在透過戰爭片煽動仇美情緒，卻意外引發民眾挖掘韓戰的真相。
中華民國軍報青年日報批評，一部歪曲事實的電影，竟有數千萬人觀看，甚至津津樂道，無疑是中共官方持續洗腦的結果，反映中國社會整體的愚昧程度。

## 影响

### 网络审查
针对《长津湖》的负面评论，在中国审查机制下被屏蔽或删除。中国数字时代网站上分享被删除的影评，主要都是从影片制作质量、历史还原度和票房是否具有水分等角度对电影提出了质疑。而在知乎上发起的「有人能中肯的评价下电影《长津湖》吗？」的评论区中，多数负评因不符合规訂遭删帖，迫使部分网友开启自我审查发表着勉强合格的个人意见。

### 言论审查
关于电影的讨论也扩展到长津湖战役的真实历史，在电影热映的同时也在民间掀起了一股寻找朝鲜战争真相的热潮。《新京报》原深度报道主编罗昌平在电影上映中因发表质疑抗美援朝战争正义性的评论，直言剧中志愿军因不会怀疑上级的命令，被冰冻成冰雕连根本就是「沙雕连」，并在后续发表「看看现在的朝鲜和现在的韩国，所有答案一目了然」。罗昌平随后遭大量网民检举与官媒的炮轰，其微博帐号被禁言，并以违反《英烈法》的相关规定被警方拘捕。10月8日，一名网民因调侃毛岸英之死与蛋炒饭有关，并描述其所在地「曹縣」（朝鲜）无论过去或現在也區別不大，被指在网上发布侮辱抗美援朝志愿军的言论，被处于行政拘留10日的处罚。

### 关于修正主义的争议
电影也在中文维基百科引发了编辑辩论。一些维基百科用户不断试图编辑长津湖战役的原始条目，以表明中国在这场战役中获得了「决定性的胜利」，引起了其他用户的不同意，认为是企图历史修正主义。因为中国在这场战役中雖然使聯軍停止進攻，但损失了数万人的生命，并且未有殲灭联合国部队的狀況。

### 错误情节
电影《长津湖》片中结尾演到當时美国海军陆战队一师师长奥利佛·普林斯·史密斯（Oliver Prince Smith）向冻死的中国士兵举手致敬的情节是虚构的。2024年10月中，亲历长津湖战役的十几位美国海军陆战队老兵和家属被问及他们的师长和指挥官史密斯是否会向共军致敬时，所有在场老兵和家属一致表示这个情节在现实是不存在的。史密斯的外孙女和传记作者盖奥·席斯勒（Gail Shisler）在看过电影后也表示中国方面为了把长津湖战役拍成中国的英雄史诗，对那一镜头进行了虚构杜撰和叙述。

## 禁映與撤映
由於歷史觀點與立場的歧義，以及政治意識形態上的對立，本片在一些國家遭到抗議與批評，而被禁止或取消上映。

### 馬來西亞
该片原计划2021年11月18日在马来西亚上映，但首次送审马来西亚电检局时不过关，未能如期上映。此前，GSC影院于10月30日在其面子书专页发布一张没有上映日期的电影海报，引起强大的舆论热议。马来西亚部分民众在评论中迅速表达反对和抵制的意见，批评该片是宣扬共产主义，并将专页标签在马来西亚电影审查委员会（LPF）的官网要求彻查，同时呼吁Alice Neoh等连锁电影院，要求这类「歪曲历史」的电影不应在马来西亚播出或上映。马来西亚国家电影发展局（Finas）对此回应民众寻问时澄清，该局从没有参与批准电影在马来西亚上映。Finas主席查卡利亚阿都哈密（Zakaria Abdul Hamid）表示，电影放映的批准是由内政部与电影审查委员会管辖的。在没有LPF的批准下，电影发行商和放映商可以被起诉。如果证实电影涉及共产主义，后果是很严重的，因为这与政府正在努力灌输马来西亚的价值观背道而驰。2021年11月19日，马来西亚国家电影安监局（FINAS）表示，由于该电影涉及美化共产党以及共产主义，因此《长津湖》已被列为马来西亚的禁片，禁止在马来西亚电影院上映。

### 韓國
许多韩国民众批评这部电影是一部充满历史错误的宣传片。韩国退伍军人协会对电影的发行描述为「对参加朝鲜战争的退伍军人和爱国者的蔑视行为」。该协会也补充称中国向韩国年轻人展示一部将中国士兵描述为英雄的宣传片实际上是针对韩国滲透戰術的一部分。韩国前外交官罗钟一评论称，这部电影是「扭曲历史」和「粉饰真相」，并指责它试图重塑朝鲜战争期间事件的叙述。
由于社会各界存在的反对声音与质疑，韩国的电影公司取消了该片的上映计划，并为此向韩国国民道歉。

## 电影歌曲
| 曲別       | 歌名           | 作曲           | 作詞 | 編曲         | 演唱者 |
| ---------- | -------------- | -------------- | ---- | ------------ | ------ |
| 宣傳主题曲 | 《最可爱的人》 | 刘兆伦（情桑） | 清彥 | Terrence Teo | 张靓颖 |
| 插曲       | 《沂蒙山小调》 |                |      |              |        |

## 续集
该片续集《长津湖之水门桥》的大部分内容已经在2021年年初拍摄完毕，剩余部分戏份在2021年冬季拍摄。续集依然由《长津湖》原班人马摄制。2021年12月30日，该片续集发布首支预告及海报，2022年1月13日，宣布定档大年初一（2月1日）上映。

## 相关作品
- 冰雪尖刀连

## 引用
1. ↑  Davis, Rebecca. . Variety. 2021-11-10  [2021-11-11]. （原始内容存档于2022-05-28）.
2. ↑  . 映画ログプラス. （原始内容存档于2022-07-14） （日语）.
3. ↑  . 《猫眼电影》.   [2021-09-30]. （原始内容存档于2021-12-25）.
4. ↑  . 北京日报. 2021-06-13  [2021-06-13]. （原始内容存档于2022-02-10）.
5. 1 2  。许晓蕾. . 南方都市报. 2021-06-13  [2021-06-13]. （原始内容存档于2021-11-06） （中文）.
6. ↑  31st Infantry Regiment Association. . McFarland. 2019年2月11日: 164. ISBN 9781476632766.
7. ↑  . 人民网. 2014-02-17  [2021-10-05]. （原始内容存档于2021-10-06）.
8. ↑  . 观察者网. 2021-10-07  [2021-10-25]. （原始内容存档于2022-04-12）.
9. ↑  . 人民网. 2021-10-07  [2021-10-08]. （原始内容存档于2022-01-21）.
10. 1 2  .   [2021-11-11]. （原始内容存档于2021-11-11）.
11. ↑  . 新浪微博. 2021-10-10  [2021-12-09]. （原始内容存档于2021-12-09） （中文（中国大陆））.
12. 1 2  Laura He. . CNN. 2021-10-04  [2021-10-07]. （原始内容存档于2022-05-28）.
13. ↑  小万. . 新浪. 2020-10-25  [2021-06-13]. （原始内容存档于2022-05-28）.
14. ↑  . 1905. 2020-12-14  [2021-06-13]. （原始内容存档于2021-11-04）.
15. ↑  吴梦琳. . 四川在线. 2021-05-25  [2021-06-13]. （原始内容存档于2021-10-06）.
16. ↑  . 杭州网. 2021-10-02  [2021-10-10]. （原始内容存档于2021-10-02）.
17. ↑  . 浙江在线. 2021-10-02  [2021-10-10]. （原始内容存档于2021-10-10）.
18. ↑  . 张家口新闻.   [2021-11-11]. （原始内容存档于2021-11-11）.
19. ↑  滕朝. . 新京报. 2021-07-26  [2021-07-27]. （原始内容存档于2021-11-04）.
20. ↑  . 新浪. 2021-08-05  [2021-08-05]. （原始内容存档于2021-10-06）.
21. ↑  . 每经网. 2021-09-01  [2021-10-05]. （原始内容存档于2021-10-05）.
22. ↑  . 中国新闻网. 2021-11-11  [2021-11-11]. （原始内容存档于2021-11-11）.
23. ↑  . 澳门日报. 2021-11-11  [2021-11-11]. （原始内容存档于2021-11-11）.
24. ↑  . 联合早报. 2021-11-02  [2021-11-20]. （原始内容存档于2021-11-20）.
25. ↑  . 北京青年报. 2021-11-11  [2021-11-11]. （原始内容存档于2021-11-11）.
26. ↑  . 欧洲时报. 2021-11-19  [2021-11-20]. （原始内容存档于2021-11-20）.
27. ↑  . 映画ログプラス.   [2023-11-28]. （原始内容存档于2023-03-30）.
28. ↑  . 頭條日報. 2022-09-29.
29. 1 2  . 每日经济新闻.   [2021-10-07]. （原始内容存档于2021-10-07）.
30. ↑  . 每经网.   [2021-10-07]. （原始内容存档于2021-10-09）.
31. ↑  .   [2021-11-24]. （原始内容存档于2021-11-24）.
32. ↑  . Mtime时光网. 2021-11-24  [2021-11-25]. （原始内容存档于2021-12-20）.
33. ↑  .   [2022-05-04]. （原始内容存档于2021-10-18）.
34. ↑  Brzeski, Patrick; Brzeski, Patrick. . The Hollywood Reporter. 4 October 2021  [7 October 2021]. （原始内容存档于7 October 2021） （美国英语）.
35. ↑  .   [2021-10-08]. （原始内容存档于2022-05-26）.
36. ↑  邵杰. . 人民日报. 2021年10月6日: 2版  [2022年11月15日]. （原始内容存档于2022年11月15日） –中国共产党新闻网.
37. ↑  . 新华社. 2021-10-31  [2021-11-11]. （原始内容存档于2021-11-11）.
38. ↑  . Hong Kong Movie.   [2021-11-17]. （原始内容存档于2021-11-21）.
39. ↑  . 澳门即映.   [2021-11-17]. （原始内容存档于2021-11-21）.
40. ↑  .   [2021-12-05]. （原始内容存档于2021-12-05）.
41. 1 2  电影审查, 10/03/2021中国数字空间词条：. . 中国数字时代. 2021-10-03  [2021-10-10]. （原始内容存档于2021-12-27） （中文（中国大陆））.
42. ↑  . 早报.   [2021-10-07]. （原始内容存档于2021-10-07） （中文）.
43. ↑  . 哔哩哔哩视频网. 2021-10-03  [2021-10-05]. （原始内容存档于2022-04-13）.
44. ↑  .   [2023-03-20]. （原始内容存档于2023-03-20）.
45. ↑  . 法國國際廣播電台. 2021-10-09  [2023-04-30]. （原始内容存档于2021-10-11）.
46. ↑  . 青年日報.   [2023-04-16]. （原始内容存档于2023-04-21）.
47. ↑  Welle (www.dw.com), Deutsche. . DW.COM.   [2021-10-10]. （原始内容存档于2021-10-14） （中文（中国大陆））.
48. ↑  原文, 10/05/2021中国数字空间词条： 长津湖. . 中国数字时代. 2021-10-06  [2021-10-10]. （原始内容存档于2022-06-25） （中文（中国大陆））.
49. ↑  原文, 10/09/2021中国数字空间词条： 长津湖. . 中国数字时代. 2021-10-09  [2021-10-10]. （原始内容存档于2022-01-14） （中文（中国大陆））.
50. ↑  . RFI - 法国国际广播电台. 2021-10-08  [2021-10-10]. （原始内容存档于2021-10-11） （中文（简体））.
51. ↑  多维新闻. . 多维新闻. 2021-10-08  [2021-10-08]. （原始内容存档于2022-04-23） （中文（简体））.
52. ↑  dwnews. . blog.dwnews.com.   [2021-10-08]. （原始内容存档于2021-11-01） （中文（中国大陆））.
53. ↑  . RFI - 法国国际广播电台. 2021-10-13  [2021-10-13]. （原始内容存档于2022-02-01） （中文（简体））.
54. ↑  . Global Voices. 2021-10-15  [2021-12-22]. （原始内容存档于2022-05-15） （英语）.
55. ↑  . 美国之音. 2024-11-09. （原始内容存档于2024-11-17） （中文）.
56. ↑  . 东方日报. 2021-11-19  [2021-11-20]. （原始内容存档于2021-12-04）.
57. ↑  .   [2021-11-20]. （原始内容存档于2021-10-30）.
58. ↑  . Hype Malaysia. 2021-11-01  [2021-11-20]. （原始内容存档于2022-04-12） （美国英语）.
59. ↑  . The Interview 访问. 2021-11-01  [2021-11-01]. （原始内容存档于2022-04-12） （中文（简体））.
60. ↑  Rahman, Ridzuan Abdul. . Harian Metro. 2021-11-15  [2021-11-20]. （原始内容存档于2021-11-22） （马来语）.
61. ↑  . The Star Malaysia. 2021-11-23  [2021-11-23]. （原始内容存档于2021-11-25） （英语）.
62. ↑  . dw.com. 2021-10-14. （原始内容存档于2021-10-16） （英语）.
63. ↑  桜井紀雄. . sankeibiz.   [2021-11-26]. （原始内容存档于2022-01-26） （日语）.
64. ↑  . 中国新闻网. 2021-11-02  [2021-11-11]. （原始内容存档于2021-11-11）.
65. ↑  . Mtime时光网. 2022-01-13  [2022-01-13]. （原始内容存档于2022-01-13）.